# David Andrews
David Andrews (nacido en 1952) es un actor estadounidense. Andrews nació en Baton Rouge, Luisiana. Su trabajo en el pregrado de LSU fue seguido por un año en la escuela de leyes en Duke y dos en Stanford, después recibió su título de abogado a fines de 1970.
Inició su carrera en 1984, con la película de terror clásico Pesadilla en Elm Street. Para el resto de los años 80, Andrews no tuvo grandes éxitos, se centró en su carrera televisiva. En 1990 protagonizó el éxito de Stephen King, Graveyard Shift. Su carrera se ha visto impulsada por ser protagonista de la serie de TV Mann & Machine. En 1995 fue el astronauta Pete Conrad, junto a Tom Hanks, Kevin Bacon y Bill Paxton en Apollo 13. A finales de los años 90 se concentró más en los proyectos de televisión y en películas como Our Son, the Matchmaker,Fifteen and Pregnant, que también protagonizó Kirsten Dunst, y el hit de TV película Switched at Birth. En 1998 fue otro astronauta, Frank Borman, en la miniserie de HBO De la Tierra a la Luna. Tuvo un breve papel como el general Maxwell D. Taylor en la serie Band of Brothers.
1999 fue un gran año para Andrews, no sólo hizo obtuvo el éxito en Switched at Birth, sino también El club de la lucha, que protagonizó Brad Pitt y Edward Norton. Andrews empezó el milenio de protagonista en Navigating the Heart antes de pasar a la secuela de la serie caníbal Hannibal, protagonizada por Anthony Hopkins. En 2002 actuó en A Walk to Remember, y que en 2003 protagonizó Two Soldiers,The Chester Story y Terminator 3: La rebelión de las máquinas. También sustituye a John M. Jackson en la última temporada de JAG, interpretando al general Gordon "Biff" Cresswell, del Cuerpo de Marines, como Abogado General de la Marina.
- Datos: Q330801